# دشتك سي سخت (دنا)
دشتك سي سخت (بالفارسية: دشتک سی سخت) هي قرية تقع في إيران في قسم دنا الريفي.